# Miodio
Miodio – włosko-sanmaryński boys band założony w 2002 roku, reprezentant San Marino w 53. Konkursie Piosenki Eurowizji w 2008 roku.

## Historia
Grupa powstała zimą 2002 roku, zaczynała od licznych występów na żywo. Pierwszą płytę muzycy nagrali we współpracy z włoską producentką Andreą Felli. W 2007 podpisali kontrakt płytowy z wytwórnią płytową Opera Prima. Ich pierwszy singel „It's OK” stał się bardzo popularny, został także włączony do oficjalnej ścieżki dźwiękowej filmu Il Soffio dell'Anima.
Wśród najbardziej znaczących występów i koncertów Miodio można wyróżnić: występy jako support podczas trasy koncertowej Renato Zero, występ we włoskim programie muzycznym Matinée czy udział w 12. Biennale dla Młodych Artystów z Regionu Morza Śródziemnego odbywającym się w Neapolu, na którym zespół reprezentował San Marino i ostatecznie został nagrodzony przez międzynarodową komisję jurorską.

## Skład
- Nicol Della Valle – wokal
- Francesco Sancisi – instrumenty klawiszowe
- Andrea Marco Pollice – gitara basowa
- Paolo Macina – gitara
- Alessandro Gobbi – perkusja

## Dyskografia

### Albumy studyjne
- s/t (2006)
- Miodio (2008)
- Avantgarde (2011)